# 四氮化三锆
四氮化三锆是一种无机化合物，化学式为Zr3N4，是锆的氮化物之一。它可由四碘化锆和氨反应得到四碘化锆氨合物，再在氨气中加热制得；氨解四氯化锆也能制得四氮化三锆。它和二氧化锆反应，可以得到氧氮化物Zr2ON2。它在1000 °C分解为黄色的一氮化锆。